# 岭南站
岭南站是位于内蒙古自治区牙克石市岭南村的一个铁路车站，邮政编码22165。车站建于1953年，有牙林铁路经过该站，现办理客货运业务。车站距离牙克石173公里，隶属哈尔滨铁路局，是四等站。